# Leccinum rotundifoliae
Espèce
Statut de conservation UICN

 DD  : Données insuffisantes
Bolet rude des bouleaux nains, Bolet rude panaché
Leccinum rotundifoliae, le Bolet rude des bouleaux nain, est une espèce de champignons (Fungi) basidiomycètes du genre Leccinum dans la famille des Boletaceae. Il est caractérisé par ses teintes pâles, sa chair faiblement rougissante, sa base parfois tachée de bleu et son habitat sous les bouleaux nains.

## Taxonomie
Le nom correct complet (avec auteur) de ce taxon est Leccinum rotundifoliae (Singer) A.H. Sm., Thiers & Watling.
L'espèce a été initialement classée dans le genre Krombholzia sous le basionyme Krombholzia rotundifoliae Singer.

### Synonymes
Leccinum rotundifoliae a pour synonymes :
- Krombholzia rotundifoliae Singer (1938), Revue de mycologie, Paris, 3, p. 190 (Basionyme)
- Krombholzia scabra subsp.* rotundifoliae(Singer) Singer (1942), Annales mycologici, edii in notitiam scientiae mycologicae universalis, 40(1-2), p. 36 (nom. inval.)
- Krombholzia scabra f. rotundifoliae(Singer) Vassilkov (1956), Acta Instituti botanici nomine V.L. Komarovii - Academia scientiarum URSS, series II, 10, p. 372
- Boletus rotundifoliae (Singer) S. Lundell (1959), Fungi exsiccati suecici, praesertini upsalienses, 53-54, p. 7
- Leccinum rotundifoliae (Singer) A.H. Smith, Thiers & Watling (1967), The Michigan botanist, 6, p. 128 (nom actuel)
- Boletus scaber var. rotundifoliae (Singer) J. Blum (1967), Revue de mycologie, Paris, 34, p. 365 (nom. inval.)
- Boletus scaber f. rotundifoliae (Singer) Vassilkov (1970), Ekologiya i biologiya rastenif vostochnoevropeiskoi Lesotundry, 1, p. 57
- Leccinum scabrum subsp.* tundrae Kallio (1975), Annales Universitatis Turkuensis, A II, 57, p. 25
- Krombholziella rotundifoliae (Singer) Šutara (1982), Ceská mykologie, 36(2), p. 82

### Noms vulgaires et vernaculaires
Ce taxon porte en français les noms vernaculaires ou normalisés suivants : bolet rude des bouleaux nain, bolet rude panaché.

## Description du sporophore
Les bolets sont des champignons dont l'hyménophore à tubes, terminés par des pores, se sépare facilement de la chair du chapeau, avec un pied central assez épais et une chair compacte. Ils ont un chapeau rond, recouvert d'une cuticule, devenant convexe à mesure qu’ils vieillissent. Les caractéristiques morphologiques de L. rotundifoliae sont les suivantes :
Son chapeau mesure 2 à 8 cm de diamètre, de forme obtus à convexe puis largement convexe, de texture sèche à viscidule avec l'âge, fibrilleux-tomenteux, apparaissant parfois velouté, typiquement plissé et irrégulièrement déprimé ainsi qu'irrégulièrement rimuleux avec l'âge et au sec. Il est de couleur presque blanchâtre à blanc terne au début, lentement chamois pâle à chamois rosâtre, puis chamois cannelle, tan à argilacé terne, noircissant avec l'âge, à marge incurvée, entière et unie, non appendiculée,.
L'hyménophore est constitué d'une couche de tubes sadnexée à étroitement adnée, blanchâtre à chamois olive, lentement lignicolore, immuable, mesurant 1 à 1,5 cm de longueur. Les pores sont ronds et petits, 2-3 par mm, de couleur blanchâtre puis brun sombre à noisette, immuables,.
Son stipe mesure 4 à 10 cm x 0,5 à 1,2 cm, de forme (sub)égal, plein, sec, entièrement orné de rugosités blanchâtres au début, puis lentement brunes à brun grisâtre, ne noircissant pas, sur fond blanchâtre à tan pâle,.
La chair est blanchâtre, immuable ou faiblement rosâtre puis brunissant lentement à la coupe, blanc dans le pied, vite brunâtre vers l'apex et bleu verdâtre vers la base. Son odeur est agréable et sa saveur est douce. Sa sporée est brune,.

### Réactions chimiques
La chair devient instantanément bleu foncé au FeSO4.

### Caractéristiques microscopiques
Ses spores sont subobovées-allongées à étroitement fusiformes, lisses, à paroi légèrement épaissie, ochracées à brunâtres-ochracées dans le KOH, souvent dextrinoïdes, 16-20(25) x 5,5-8 µm, Q = 2,2-3,2, Q moyen = 2,8.

## Galerie

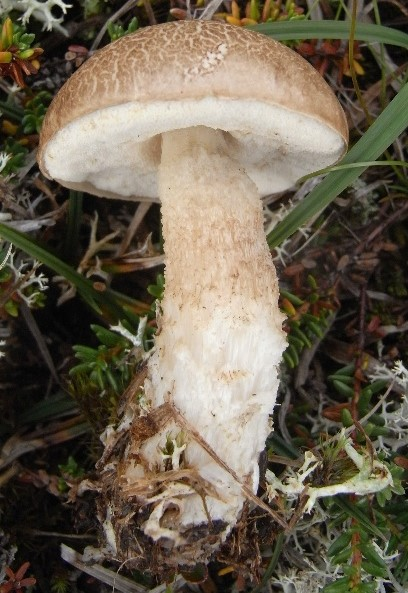
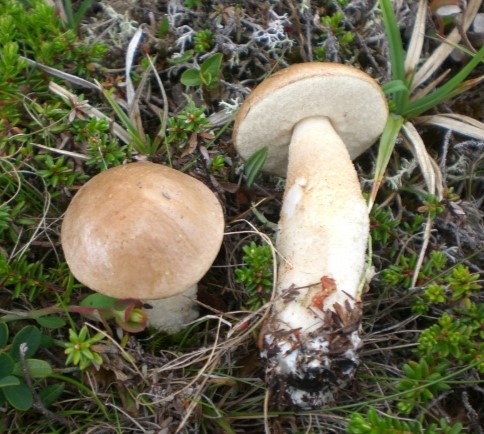
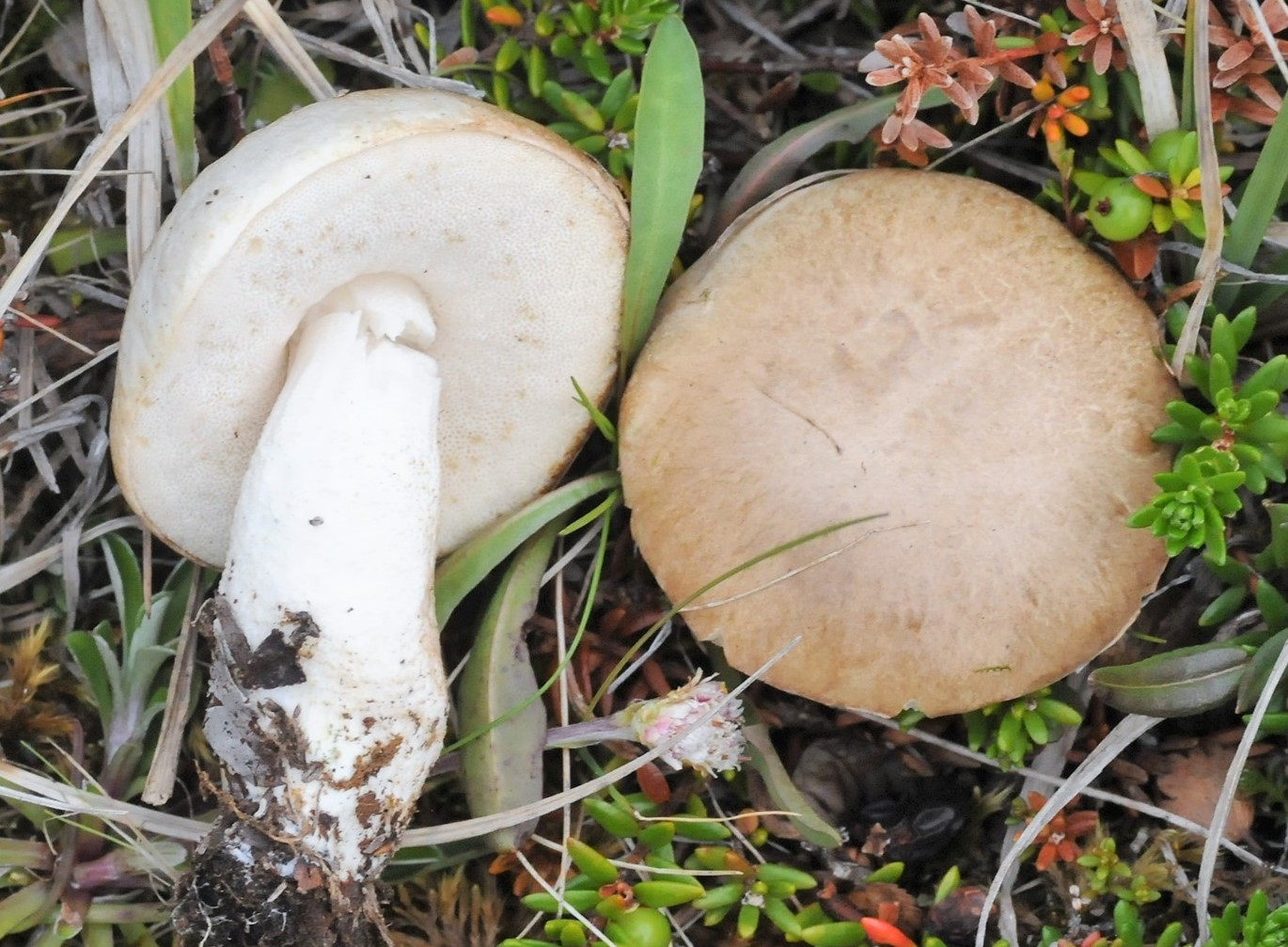
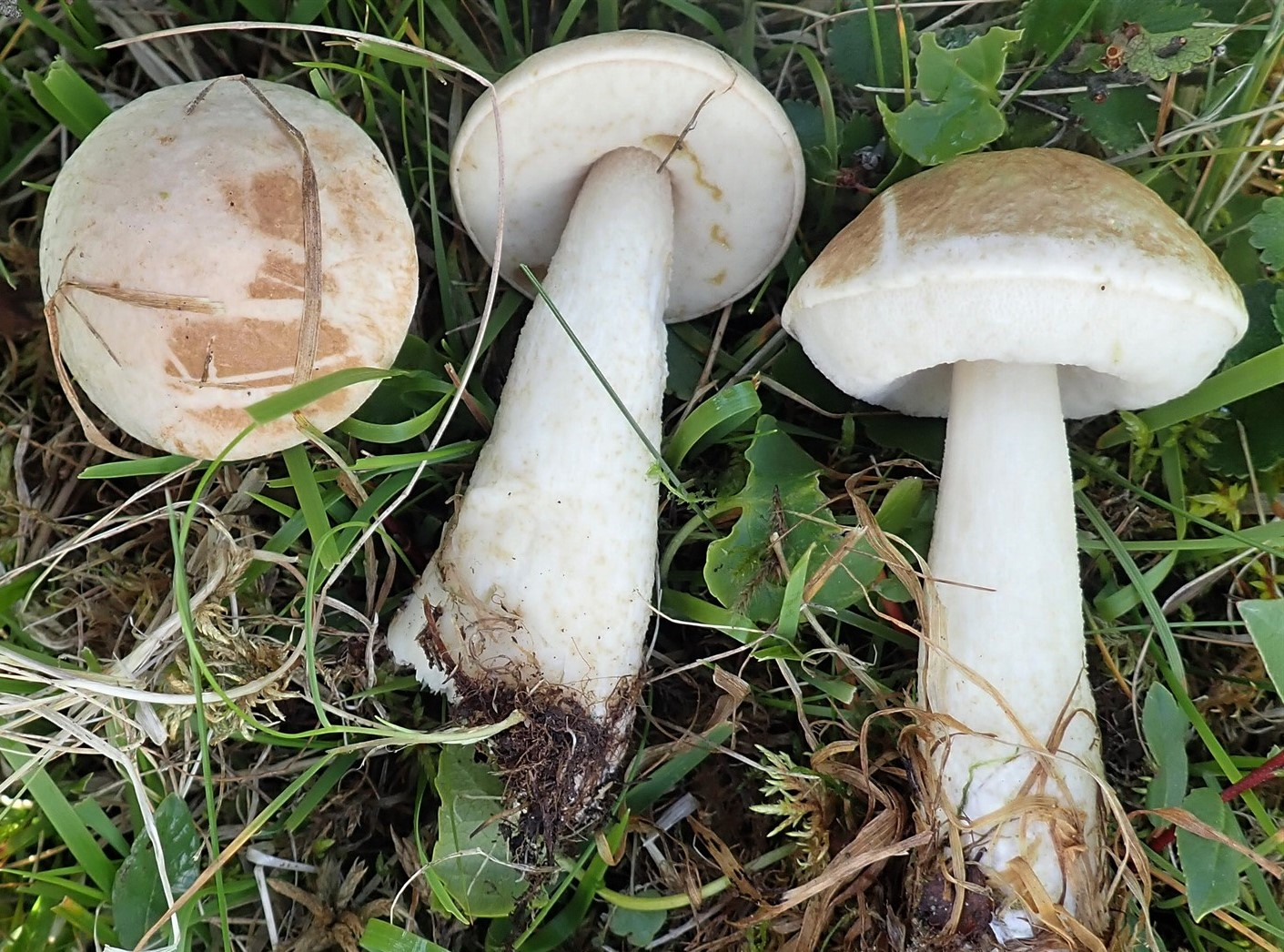
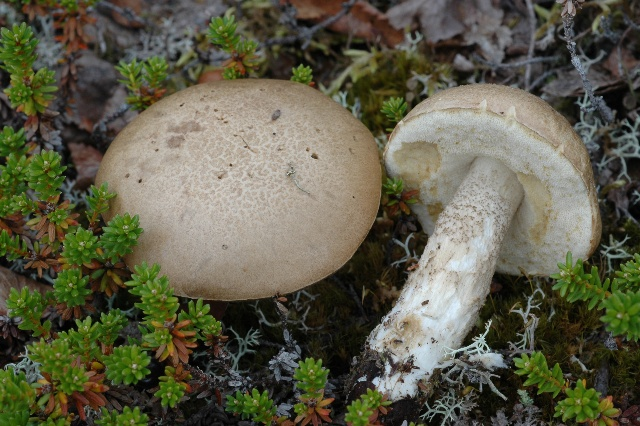
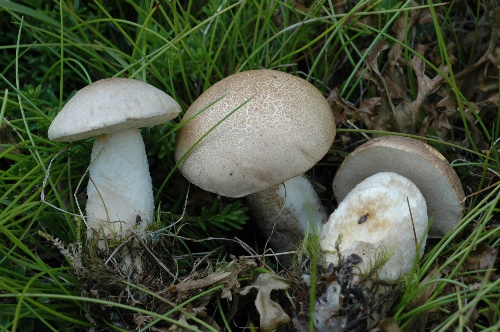

## Habitat et distribution
Il s'agit un champignon ectomycorhizien, poussant sous bouleaux et bouleaux nains, en milieux secs à humides, au bord des marécages froids et des marais à sphaignes en montagne. Il est spécifique des habitats boréaux, arctiques, alpins et subalpins,.

## Statut de conservation

### Régional
- Franche-Comté : classement de cette espèce en catégorie CR (En danger critique) au niveau régional[5].

## Comestibilité
Le Bolet rude des bouleaux nains est comestible. Comme toutes les espèces de Leccinum au sens large, son pied fibreux et indigeste est souvent rejeté. Il est fréquemment recommandé de le cueillir jeune et de ne garder que le chapeau. Les Bolets rudes sont à l'origine de troubles gastro-intestinaux s'ils sont consommés crus ou mal cuits. En France, de par sa rareté, le Bolet rude des bouleaux nains ne fait l'objet d'aucune consommation traditionnelle ou occasionnelle notable. Il peut être considéré comme sans intérêt alimentaire .

## Confusions possibles
- Le Bolet blanc des marais (Leccinum holopus) n'a pas de teinte bleu verdâtre sur le chapeau avec l'âge.De plus, il semble y avoir une différence écologique, L. rotundifoliae préférant les habitats secs alors que L. holopus les habitats humides. En zones boréales et subalpines, L. rotundifoliae peut aussi se récolter dans les habitats plus humides[4]. Sans intérêt alimentaire.